# Ann Bergman
Ann Christina Bergman, född 6 maj 1963 i Östersund, död 29 juli 2020 i Norrstrands distrikt, Värmlands län, var en svensk professor i arbetsvetenskap.
Ann Bergman föddes i Östersund men växte upp i Kilafors i Hälsingland och började studera på linjen för personal- och arbetslivsfrågor vid Högskolan i Karlstad 1991. Efter examen arbetade hon på Jämställdhetscentrum och avdelningen för sociologi vid högskolan, innan hon blev doktorand i arbetsvetenskap. Bergman disputerade 2004 på avhandlingen Segregerad integrering: mönster av könssegregering i arbetslivet. Hon blev docent 2010 och utnämndes 2015 till professor i arbetsvetenskap vid Karlstads universitet.
Hon var under en period ledamot i Karlstads universitets styrelse och prodekan vid fakulteten för ekonomi, kommunikation och IT.
Bergman var åren 2013–2014 ordförande i FALF (Forum  för arbetslivsforskning) och var även därefter en av de mesta aktiva medlemmarna. Hon var också ordförande i TAM-Arkivs forskningsråd. Under många år var hon redaktör för tidskriften Arbetsmarknad & Arbetsliv. Ann Bergman är begravd på Hanebo kyrkogård.